# Johannes Cederlöf
Johannes Ireneus Cederlöf, född 20 maj 1890 i Pargas, död 23 augusti 1971 i Ekenäs, var en finländsk skolman. Han var far till Egil och Henrik Cederlöf. 
Cederlöf blev student 1911, filosofie kandidat 1916, filosofie magister 1919 samt filosofie licentiat och filosofie doktor 1934. Han var 1917–1920 lärare vid Västankvarns folkhögskola, därefter föreståndare för Svenska folkakademin i Malm till 1934 och sedan direktor för Ekenäs seminarium till 1957. Han bedrev vid sidan av sin gärning som pedagog ett värdefullt lokalhistoriskt forskningsarbete och författarskap; skrev bland annat tredje delen av Lovisa stads historia (1939) och två delar av Ekenäs stads historia (1955–1964). Den rikaste stunden, hans ofullbordade självbiografi, utkom postumt 1973. Han tilldelades professors titel 1965.